# Strymon strigosa
Strymon strigosa är en fjärilsart som beskrevs av Harris 1862. Strymon strigosa ingår i släktet Strymon och familjen juvelvingar. Inga underarter finns listade i Catalogue of Life.